# Adrienne (opérette)
Pour les articles homonymes, voir Adrienne et Adrienne Lecouvreur.
Personnages
- Adrienne Lecouvreur (soprano)
- Maurice de Saxe (ténor)
- Anna Ivanovna (soubrette)
- Le comte Kayserling (ténor-bouffon)
- Fleury, le maître de ballet (ténor-bouffon)
- Auguste le fort, roi de Saxe
- Ivan Poppovitch, le majordome
- Le baron von Kobel, adjudant (ténor)
- Le chamberlain Bestuscheff
- Le secrétaire Larsdorf
- Le comte Brühl
- La comtesse Arnim (Sprechrolle)

Airs
- Branntweinlied

Adrienne est une opérette allemande en trois actes de Walter Wilhelm Goetze sur un livret de Günther Bibo et Alexander Siegmund Pordes créée en 1926.
Elle s'inspire du drame d'Eugène Scribe et Ernest Legouvé sur la vie de la comédienne Adrienne Lecouvreur (1849).

## Argument
L'action est située à Mittau et à Dresde en 1726.
Auguste le Fort, prince électeur de Saxe, suit l'accord qui affilie le duché de Courlande à l'Électorat de Saxe. Pour cela, son fils Maurice doit épouser la comtesse veuve Anna Ivanovna. Mais il faut la signature de sa tante, la tsarine Catherine. Pendant ce temps, Maurice reçoit dans son château sa maîtresse, la danseuse Adrienne Lecouvreur. Anna Ivanovna arrive pendant cette escapade. Furieuse, elle ordonne que le mariage soit reporté sine die.
Maurice se réconcilie avec Anna, mais il revoit bientôt la danseuse française. Le comte Kayserling le rapporte à la comtesse. Elle en a maintenant assez de Maurice. Elle rompt ses fiançailles avec lui et veut arrêter la danseuse. Mais cette dernière parvient à s'échapper.
Le roi Auguste organise un congrès princier à Dresde. La comtesse Anna est aussi présente. Le roi apprend alors que le mariage de son fils, organisé pour élargir la sphère d'influence saxonne, a lamentablement échoué.
Adrienne est en tournée à Dresde. Elle retrouve de nouveau Maurice, qui lui fait clairement comprendre qu'il s'agira de leur dernière rencontre.